# Curtara punctata
Curtara punctata är en insektsart som beskrevs av Spångberg 1878. Curtara punctata ingår i släktet Curtara och familjen dvärgstritar. Inga underarter finns listade i Catalogue of Life.